# Макролетер
Макролетер (лат. Macroleter, от др.-греч. μακρο- +ὀλετήρ — большой губитель) — род вымерших парарептилий из семейства токозаврид.
Макролетер найден в 1984 году Г. И. Твердохлебовой и М. Ф. Ивахненко в «среднепермских» отложениях рек Мезень, Пёза и Кимжа. Типовой вид — Macroleter poezicus был обнаружен в Усть-Пёзе Мезенского района Архангельской области. Довольно многочисленные его остатки были обнаружены почти во всех местонахождениях мезенской фауны. Входит в состав мезенского субкомплекса, одновозрастного очёрской фауне. Данный субкомплекс, по-видимому, содержит фауну каламитовых болот. Все входившие в эту фауну животные — относительно мелкие, полуводные. 

## Описание
Макролетер был полуназемным животным, сходным по экологии с современными жабами. Хищное животное, в частности, макролетер питался молодью проколофонов никтифруретов. Длина черепа до 10 см, общая длина до 60 см. Кожа макролетера могла быть относительно мягкой и проницаемой, не исключено наличие кожных желез (в частности, смачивавших барабанную перепонку).
В 1980 году Э. Олсон описал остатки некрупного рептилиеморфа из «средней» перми (формации Чикаша) Оклахомы как Seymouria agilis. В 2001 году Р. Рейс и М. Лаурин переизучили этот образец и установили, что это макролетер (M. agilis). Это одно из немногих подтверждений существования преемственности пермских фаун Северной Америки и Восточной Европы. В то же время, правильность трактовки данной находки оспаривается. Это может быть представитель другого рода парарептилий, лишь внешне сходного с токозавридами.